# Клайв Брук
Кліффорд Хардман (Клайв) Брук (англ. Clifford Hardman «Clive» Brook; 1 червня 1887 — 17 листопада 1974) — англійський актор.
Брук народився і помер у Лондоні, здобув освіту в коледжі Далвіча і служив офіцером в армії під час Першої світової війни. Вперше з'явився на сцені 1918 року, у фільмах почав зніматися з 1919 року. Знімався у британських фільмах, а також у Голлівуді.
Однією з ролей, що запам'ятовуються, стала роль партнера Марлен Дітріх в «Шанхайському експресі» (1932).

## Вибрана фільмографія
- 1923 — Жінка — жінці
- 1927 — Хула
- 1927 — Диявольська танцівниця / The Devil Dancer
- 1927 — Підземний світ — Роллс-Ройс
- 1931 — Іст Лінн — капітан Вільям Левісон
- 1932 — Шанхайський експрес / Shanghai Express
- 1933 — Кавалькада
- 1963 — Список Едріана Месенджера